# Człowiek z Manufaktury
Człowiek z Manufaktury – dwuaktowa opera z dziejów wielokulturowej Łodzi. Bohaterem opery jest łódzki fabrykant Izrael Kalmanowicz Poznański, ale w operze zawarte są również wątki z dziejów Łodzi i miejsca burzliwych wydarzeń, strajku robotników przeciwko fabrykantom w 1892 roku, likwidacji zakładów Poltex w 1991 roku i wizji przyszłości łódzkiego kompleksu handlowo rozrywkowego Manufaktura. Wśród opisów treści opery są sformułowania: opera o miłości do Łodzi, o żywiołach, o pieniądzach, o walce dobra ze złem.

## Historia powstania
Pomysłodawcą stworzenia opery, na zamówienie, z łódzkimi historycznymi akcentami, był ówczesny dyrektor łódzkiej opery, Paweł Gabara. Pomysłodawcą i koordynatorem projektu opery Człowiek z Manufaktury był Krzysztof Korwin-Piotrowski.
W maju 2016 roku Teatr Wielki wspólnie z mecenasem przedsięwzięcia Manufakturą ogłosili konkurs kompozytorski na skomponowanie opery zatytułowanej Człowiek z Manufaktury, dotyczącej historii Łodzi, do libretta zamówionego u dramatopisarki Małgorzaty Sikorskiej-Miszczuk. Konkurs został rozpisany na cztery etapy. Na zaproszenie organizatorów konkursu jury pracowało w składzie: kompozytor i dyrygent prof. Krzysztof Penderecki (przewodniczący), prezes Stowarzyszenia im. Ludwiga van Beethovena Elżbieta Penderecka, dyrektor Narodowej Orkiestry Symfonicznej Polskiego Radia Joanna Wnuk-Nazarowa, dziekan Wydziału Wokalno-Aktorskiego Akademii Muzycznej w Łodzi prof. Urszula Kryger, dyrektor artystyczny Teatru Wielkiego w Łodzi dr Wojciech Rodek oraz adiunkt w Akademii Muzycznej w Krakowie dr hab. Maciej Tworek.
W pierwszym etapie konkursu swój udział zgłosiło czterdziestu kompozytorów z Polski, Hiszpanii, Iranu, USA i Włoch. 21 grudnia 2016 jury postanowiło dopuścić do II etapu konkursu cztery kompozycje – autorów: Katarzyny Brochockiej, Kamila Cieslika, Rafała Janiaka i Aleksandra Nowaka.
5 stycznia 2017 na scenie Teatru Wielkiego w Łodzi odbyło się publiczne wykonanie fragmentów opery Człowiek z Manufaktury, konkursowych kompozycji autorstwa czterech finalistów II etapu konkursu.
2 lutego 2017 na scenie Teatru Wielkiego w Łodzi, przed spektaklem Eugeniusz Oniegin odbyła się uroczystość ogłoszenia laureatów II etapu konkursu kompozytorskiego na operę Człowiek z Manufaktury. Po wysłuchaniu fragmentów konkursowych kompozycji czterech finalistów dyrektor artystyczny Teatru Wielkiego w Łodzi Wojciech Rodek odczytał decyzję jury: jednogłośnie I miejsce w II etapie konkursu przyznano Rafałowi Janiakowi. Zgodnie z regulaminem konkursu jury miało wskazać jednego kompozytora do ścisłego finału, a drugiego wybierała publiczność. Na podstawie głosowania przeprowadzonego w Internecie, a także w Teatrze Wielkim w Łodzi i w Manufakturze – I miejsce otrzymała Katarzyna Brochocka.
Katarzyna Brochocka i Rafał Janiak zgodnie z regulaminem byli zobowiązani do 5 czerwca 2017 roku napisać I akt opery do libretta Małgorzaty Sikorskiej-Miszczuk.
24 września 2017 miało miejsce koncertowe wykonanie pierwszego aktu opery o najsłynniejszej postaci w historii Łodzi, z udziałem solistów, chóru i orkiestry Teatru Wielkiego w Łodzi oraz gości specjalnych: Małgorzaty Walewskiej i Wojciecha Pszoniaka.

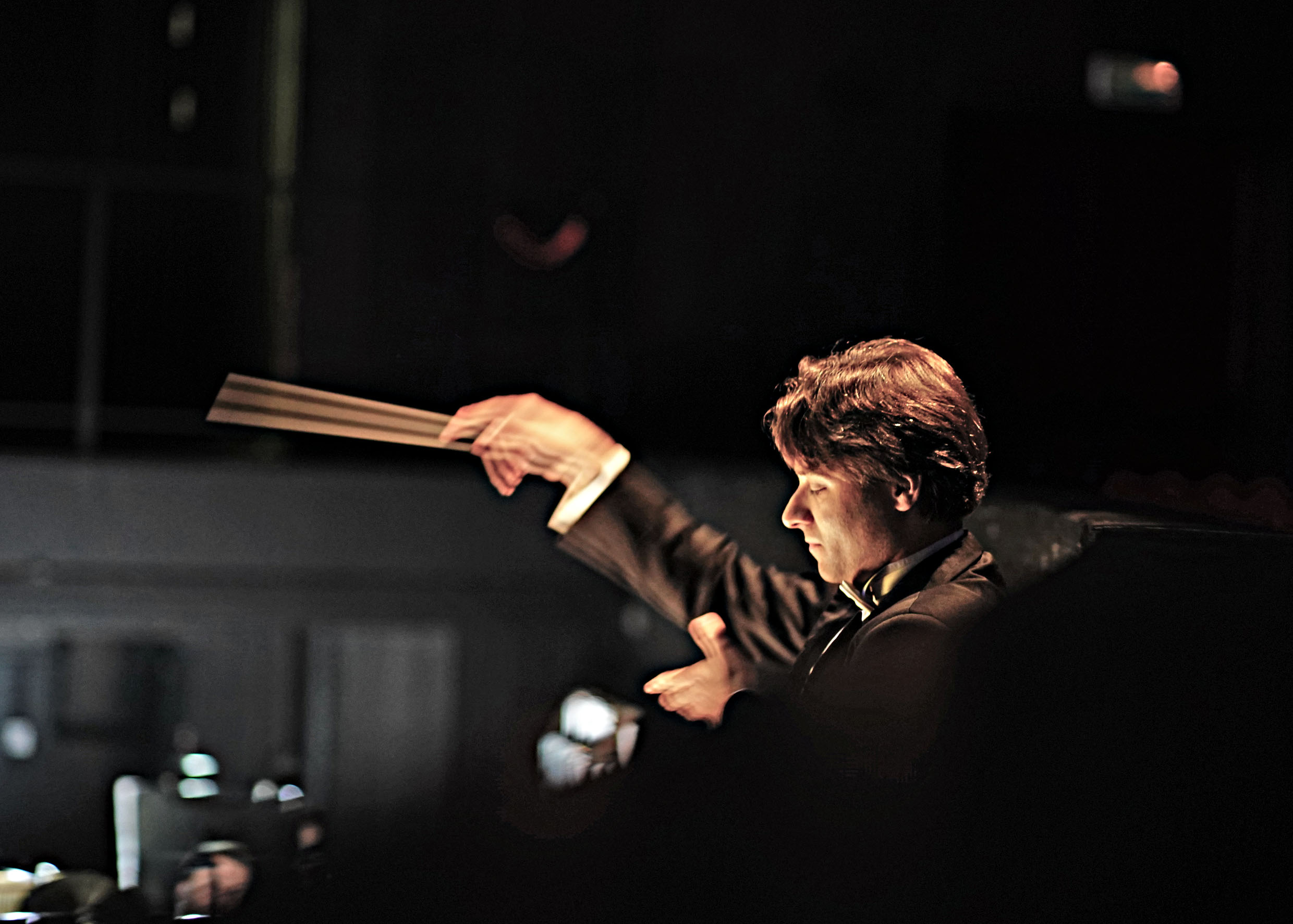
Rafał Janiak, kompozytor opery Człowiek z Manufaktury i dyrygent

10 października 2017 na scenie Teatru Wielkiego w Łodzi, przed rozpoczęciem spektaklu Nabucco, ogłoszono wyniki międzynarodowego konkursu kompozytorskiego na operę Człowiek z Manufaktury. Decyzją jury Grand Prix i 45 tysięcy złotych (30 tysięcy jako główną nagrodę i 15 tysięcy na skomponowanie II aktu) otrzymał Rafał Janiak. II Nagroda i 15 tysięcy złotych trafiły do Katarzyny Brochockiej. 
Podczas finałowego koncertu w Teatrze Wielkim w Łodzi odbyło się głosowanie widzów na najlepszą ich zdaniem kompozycję, oddano 380 ważnych głosów, a Nagroda Publiczności Operowej trafiła również do Rafała Janiaka.

## Streszczenie

### Akt I
Łódź – 1900 rok.
Izrael Poznański, fabrykant, umiera. Wokół niego zgromadzeni są ludzie: lekarz, córka, syn.
Poznański ma wysoką gorączkę, majaczy. Widzi rzeczywistość na przemian ze scenami z przeszłości. Widzi też sceny nierzeczywiste. Przypływa do niego tajemniczy statek. Marynarz ze statku, pół człowiek-pół koń, zaprasza go na pokład, obiecując upragnione wakacje. Poznański nie zgadza się, twierdzi, że „trzeba pracować”.
Rok 1892.
Do Łodzi przybywa Ignacy Przybysz. Jest rewolucjonistą-terrorystą. Chciałby zabić Poznańskiego.
Poznajemy też Zofię Grabowską, która przyjeżdża do Łodzi z Francji. Jest socjalistką i sufrażystką, walczy o prawa robotników i prawa kobiet. Chce spotkać się z Poznańskim, przekonać go do działań na rzecz poprawy życia i warunków pracy robotnic w jego fabryce.
Tymczasem Poznański spotyka się z baronem Maurycym de Hirschem w Londynie. Baron, jeden z najbogatszych ludzi w Europie, usiłuje zrealizować plan przesiedlenia wszystkich Żydów z Rosji do Argentyny i Brazylii. Polska, jako część imperium rosyjskiego, wchodzi w zakres jego planów. De Hirsch spotyka się z Poznańskim, by przekonać go do tych działań. Poznański odmawia. Deklaruje swoją miłość do Łodzi.
Kolejnym powidokiem przeszłości, który pojawia się w umyśle umierającego Poznańskiego, jest spotkanie z Zofią w ogrodzie jego pałacu. Zofia zarzuca mu, że robotnice pracują w fabryce w okropnych warunkach, że traktuje je bez litości. Poznański ripostuje, że dzięki jego fabryce rozwija się miasto, a ludzie mają pracę. W jego wizji świata fabryka jest rośliną: wyrasta z ziemi, a pozostałe żywioły (woda, ogień, powietrze) „pracują”, by roślina-fabryka rosła. On króluje nad żywiołami, nie pytając ich o zdanie. Ta metafora, jego zdaniem, obrazuje sytuację między nim a robotnikami.
Tymczasem rewolucjonista Przybysz spotyka się z robotnikami. Podburza ich. W Łodzi wybucha strajk. W przedśmiertnych rojeniach Poznański wspomina też dziwny sen, w którym rozmawiał z Pieniędzmi, a one mówiły do niego. Po strajku Ignacy Przybysz spotyka się z Zofią i zdobywa jej zaufanie.
Szykuje się Bal charytatywny, do którego Zofia przekonała Poznańskiego. Zofia na Bal zaprasza również Przybysza, nie wiedząc o tym, że zamierza on zabić Poznańskiego, rzucając bombę. Bomba jednak nie wybucha, a Przybysz całą odpowiedzialność zrzuca na Zofię. Zofia trafia do więzienia, gdzie popełnia samobójstwo, wieszając się. Przed śmiercią pisze list do Poznańskiego, tłumacząc swą niewinność. Poznański umiera, jego dusza widzi, co się dzieje z ciałem. Poznański nie chce zgodzić się z własną śmiercią. Dyskutuje z czterema żywiołami: wodą, ogniem, powietrzem i ziemią. Żywioły odpowiadają, że nigdy nie pytał ich o zdanie – a teraz on jest bezsilny. Poznański prosi Boga o litość.

### Akt II
Łódź – sto lat później (XX/XXI wiek).
Kościelne dzwony patrzą z góry na miasto, zadają pytania o sens ludzkiego życia. Trwa proces sądowy, który ma osądzić winę lub niewinność oskarżonego. Przed Wysokim Sądem staje Prokurator o (znajomym) nazwisku Przybysz, który oskarża Dyrektora fabryki o chciwość i łapówkarstwo.
Czas cofa się do początku lat 90. XX wieku w Łodzi, kiedy upadały fabryki włókiennicze. Dawna fabryka Poznańskiego przestała produkować. Stoją puste hale, rozkradane w nocy przez szabrowników. Robotnicy i robotnice protestują na ulicach Łodzi. Fabryka upada. Zofia, włókniarka, która brała udział w łódzkim strajku 1971 roku, opłakuje ostateczny upadek swojego miejsca pracy, czyli dawnej fabryki Poznańskiego.
Powrót do procesu: zeznają świadkowie, którzy mają rzucić światło na to, czy upadek fabryki był nieuchronny, a przekazanie jej nowemu inwestorowi zgodne z prawem. Podczas procesu przywoływane są wydarzenia z przeszłości. Jednym z tych wydarzeń jest konferencja prasowa, którą zwołał Dyrektor, by ogłosić, jaki stworzył plan działań. Jest to wizja przekształcenia całego imperium Poznańskiego w coś zupełnie nowego, służącego miastu. Dziennikarze powątpiewają w realność tej wizji i sukces takiego przedsięwzięcia.
Podczas szalonego bankietu Żywioły Wody, Ognia, Powietrza i Ziemi tańczą swój taniec, w którym ostrzegają Dyrektora przed konsekwencjami jego odważnych działań.
Dyrektor spotyka się z zagranicznym inwestorem - Wizjonerem. Zapala go do swego pomysłu.
Dyrektor czuje, że jest depozytariuszem dzieła życia Poznańskiego i to daje mu siłę, do
pokonywania kolejnych trudności.
Podczas procesu ujawniają się racje wielu stron: Urzędników, Robotników, Robotnic, Tałatajstwa
i Prokuratora. Wszystkie te racje są często przeciwstawne. Dyrektor broni się, Prokurator
bezlitośnie żąda kary, nazywając go złodziejem i chce, by mieszkańcy Łodzi zapomnieli o nim –
wymazali go z pamięci. Zeznaje również Zofia, która opłakuje koniec ery łódzkich fabryk i chwały
Łodzi jako miasta włókniarek. Prosi Dyrektora, by płakał wraz z nią. Oboje rozumieją tragizm tego, że ludzkie życie i to, co po nim zostaje, będzie surowo oceniane przez następne pokolenia. Dyrektor broni się w ostatniej mowie – uchronienie fabryki dało nowe życie temu miejscu, symbolowi miasta, a zarazem temu, co pozostało po żydowskiej społeczności – ta spuścizna żyje, jest w tkance miasta, nie stała się martwym prochem i cmentarzem („Fabryka ożyje / Da schronienie artystom / – Strzemiński, Kobro spoczną obok siebie / W miłości / W muzeum sztuki / Widzę: / Kino, teatr, sklepy, fontanny, plac pełen ludzi / Powietrze / Ogień / Woda / Ziemia / Wszystkie żywioły / W zgodzie”).
W Epilogu dochodzi do metafizycznego spotkania Zofii Grabowskiej i Izraela Poznańskiego na
cmentarzu żydowskim. Idą boso. Kościelne dzwony patrzą na nich z góry i zadają pytanie całemu
gatunkowi ludzkiemu: „Co po was zostaje?” – po pokoleniach, które przeminęły i co zostanie po
tych, którzy teraz zapełniają ulice i place Łodzi.

## Osoby
| rola                       | rodzaj głosu   | obsada podczas przedstawień w Teatrze Wielkim w Łodzi, spektakle 2 do 5 lutego 2019                                                                  |
| -------------------------- | -------------- | --- |
| Poznański / Dyrektor       | baryton        | Stanisław Kierner/ Przemysław Rezner |
| Zofia                      | mezzosopran    | Małgorzata Walewska/ Agnieszka Makówka |
| Przybysz / Prokurator      | partia mówiona | Wojciech Pszoniak/ Michał Barczak |
| Koń-marynarz               | tenor          | Jan Jakub Monowid/ Michał Sławecki |
| Baron de Hirsch / Wizjoner | bas            | Grzegorz Szostak / Robert Ulatowski |
| Lekarz                     | bas            | Rafał Pikała / Arkadiusz Jakus |
| Córka / Robotnica          | sopran         | Aleksandra Borkiewicz / Aldona Orzeł-Sztabińska |
| Syn                        | tenor          | Przemysław Cierzniewski / Adam Józef Węgliński |
| Robotnicy                  |                | Marcin Ciechowicz, Arkadiusz Jakus, Andrzej Staniewski, Witold Tomczyk, Adam Józef Węgliński                                                         |
| Robotnice                  |                | Dominika Kobalczyk, Anna Kobylańska-Przybyła, Dagny Konopacka-Maćkowiak, Agnieszka Lechocińska, Marzena Zarzycka                                     |
| Żywioły                    |                | Brandon Demmers, Tomu Kawai, Joshua Legge, Dominik Senator, Maciej Pletnia, Wiktor Krakowiak-Chu, Bartosz Białowąs, Koki Tachibana, Witold Biegański |
| Mosiek                     |                | Jan Jochim/ Szymon Kropidłowski |
| Mały Poznański             |                | Franek Malicki/ Szymon Szybiński |

Chór, Balet, Orkiestra i Chór dziecięcy Teatru Wielkiego w Łodzi.

## Znaczące inscenizacje

### Premiera

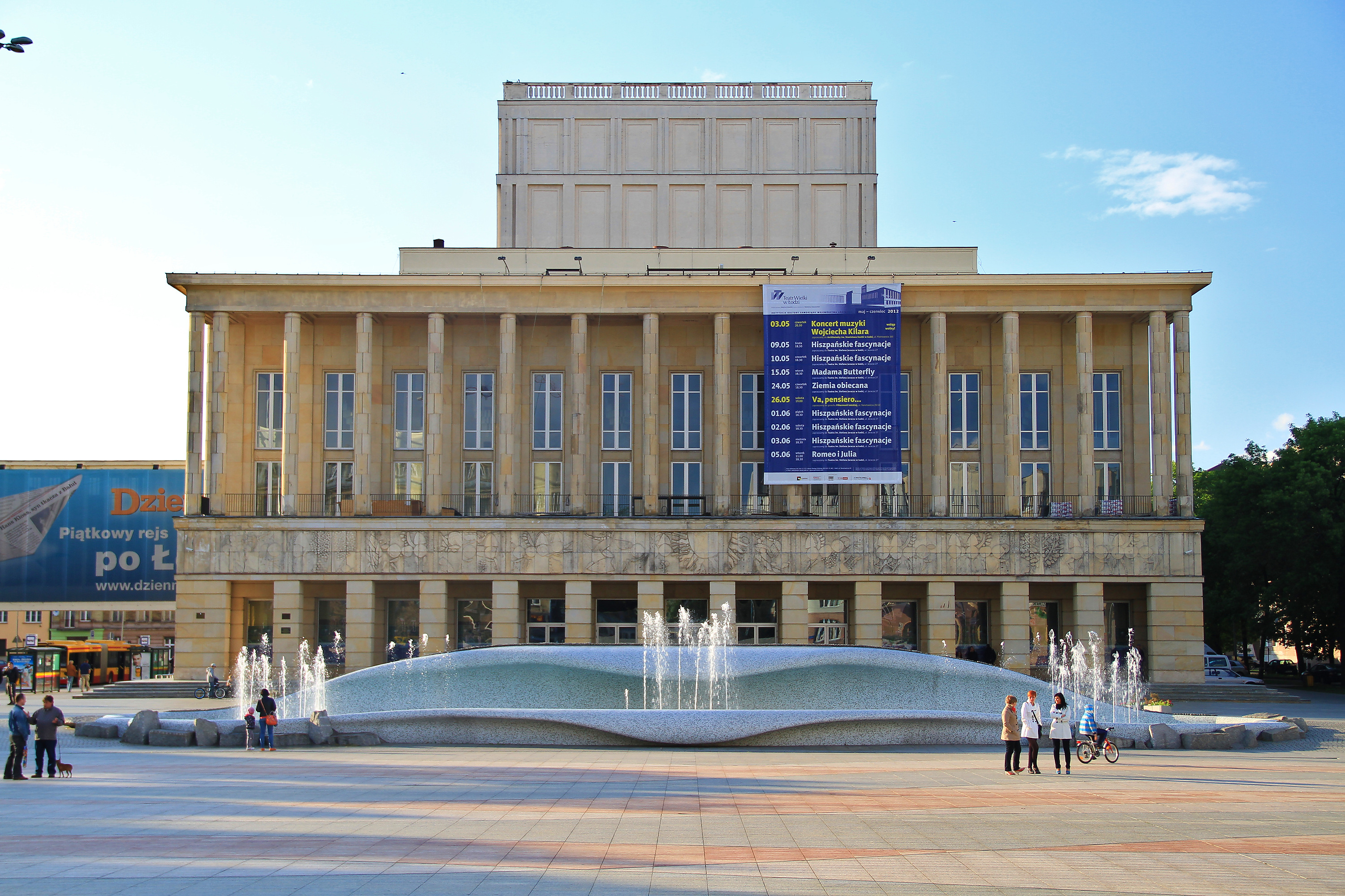
Teatr Wielki w Łodzi

2 lutego 2019 roku na scenie Teatru Wielkiego w Łodzi odbyła się światowa prapremiera opery Człowiek z Manufaktury.
Spektakl wyreżyserował Waldemar Zawodziński, związany od 1992 roku z Teatrem im. S.Jaracza w Łodzi jako reżyser, scenograf i dyrektor. Kostiumy zaprojektowała Maria Balcerek – laureatka Złotych Masek oraz Teatralnej Nagrody Muzycznej im. Jana Kiepury dla najlepszego kostiumografa (w 2017). Choreografią i ruchem scenicznym zajęła się Janina Niesobska – laureatka Złotych Masek na Śląsku i w Łodzi.

### Premiera plenerowa

#### Tło
Manufaktura jest miejscem rozpoznawalnym, chętnie odwiedzanym. Miejscem rozrywki, handlu i kultury, łączącym przeszłość z teraźniejszością, jednym z najchętniej opisywanych w mediach obiektem handlowym, będącym jednocześnie centrum wydarzeń. W 2019 Manufaktura stała się jednym z najważniejszych miejsc na mapie kultury za sprawą plenerowej premiery opery Człowiek z Manufaktury. Pierwsza na świecie opera o historii miasta została zaprezentowana szerokiej widowni na Rynku Włókniarek Łódzkich, w sercu dawnego imperium Izraela Poznańskiego, który jest jej tytułowym bohaterem.

#### Inscenizacja w plenerze

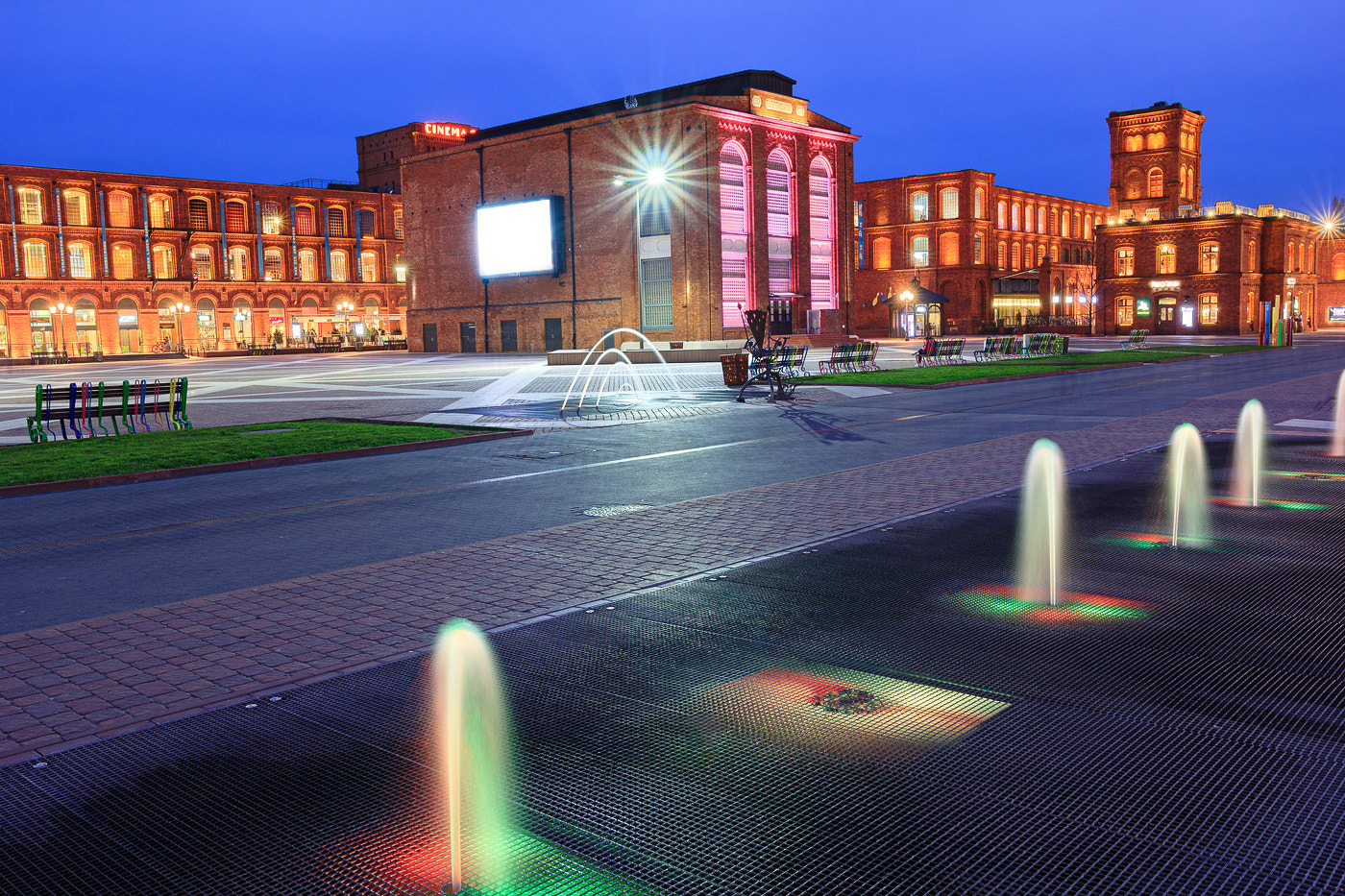
Rynek Manufaktury. Autor: Hrs Poland

Opera Człowiek z Manufaktury Rafała Janiaka zaistniała na Rynku Włókniarek Łódzkich w Manufakturze 18 maja 2019, przeszło trzy miesiące po światowej prapremierze na scenie Teatru Wielkiego w Łodzi. Podobnie jak w spektaklu prapremierowym w Teatrze Wielkim w Łodzi, Rafał Janiak został kierownikiem muzycznym przedsięwzięcia, a reżyserię powierzono Waldemarowi Zawodzińskiemu. Kostiumy zaprojektowała Maria Balcerek, ruch sceniczny przygotowała Janina Niesobska.
Plenerowa inscenizacja wprowadziła Człowieka z Manufaktury w miejsce, które zastąpiło upadłą fabrykę. W kwartale, który niegdyś zabudował ekonomiczną potęgą Izrael Poznański, który następnie stał się symbolem socjalistycznego przemysłu włókienniczego Łodzi, w końcu uległ dzikiej wersji polskiego kapitalizmu, aż zamienił się w przestrzeń rozrywki i konsumpcji, tj. na terenie, w który wsiąknęły dramaty, trud i krew dziesiątek tysięcy ludzi, głównie kobiet, w mieście, które przeżyło katastrofę przemysłu włókienniczego w okresie przemian. Trudna historia dawnej fabryki oraz wieczorne, kolorowe oświetlenie współczesnej Manufaktury budowały klimat w czasie przedstawienia.

### Nagrody
Nagrody, za pomysł i przedsięwzięcie.
- Złota Maska recenzentów teatralnych dla premiery plenerowej Człowieka z Manufaktury jako historyczne wydarzenie.
- Główna nagroda w kategorii „Media i kultura” dla kampanii PR.
- Srebrna nagroda w kategorii „PR miejsca, miasta lub regionu” w konkursie Złote Spinacze organizowanym przez Związek Firm Public Relations.
- Złota Statuetka PRCH Retail Awards w kategorii „Działania i Strategia Public Relations Obiektu Handlowego Roku” za „Niepowtarzalne przedsięwzięcie w branży!”.
- Srebrna Statuetka dla Manufaktury w kategorii „Wydarzenie Roku (Event) w Obiekcie Handlowym” za „doskonale przemyślane i wzorcowo przeprowadzone wydarzenie”[18].

## Odbiór
2 lutego 2019 roku na scenie Teatru Wielkiego w Łodzi odbyła się światowa prapremiera opery Człowiek z Manufaktury – wydarzenie bez precedensu.
Opera Człowiek z Manufaktury poszukuje odpowiedzi na wiele pytań. Współczesna kompozycja z historią w tle, bliska łodzianom i ich tożsamości. Pomysł, by powstała opera o mieście Łodzi i o człowieku-symbolu, polskim Żydzie, fabrykancie Izraelu Poznańskim, oryginalny i nietuzinkowy, stał się jednocześnie wielkim artystycznym wyzwaniem. Libretto autorstwa Małgorzaty Sikorskiej-Miszczuk niełatwe, pełne żywiołowych, krótkich dialogów w językach polskim, niemieckim i angielskim, niekiedy lepiej pasujące do recytacji w teatrze dramatycznym, niż do śpiewania w operze. Muzyka kompozytora Rafała Janiaka niełatwa w odbiorze, niespokojna, industrialna i onomatopeiczną. O wyjątkowości Człowieka z Manufaktury świadczy wiele czynników: niespotykana dotąd tematyka libretta, nieszablonowa kompozycja całej opery, inscenizacja zrealizowana z rozmachem i wysoki poziom obsady. Spektakl zaskakuje, zarówno muzycznie, jak i wizualnie, jest nowością i niespodzianką.

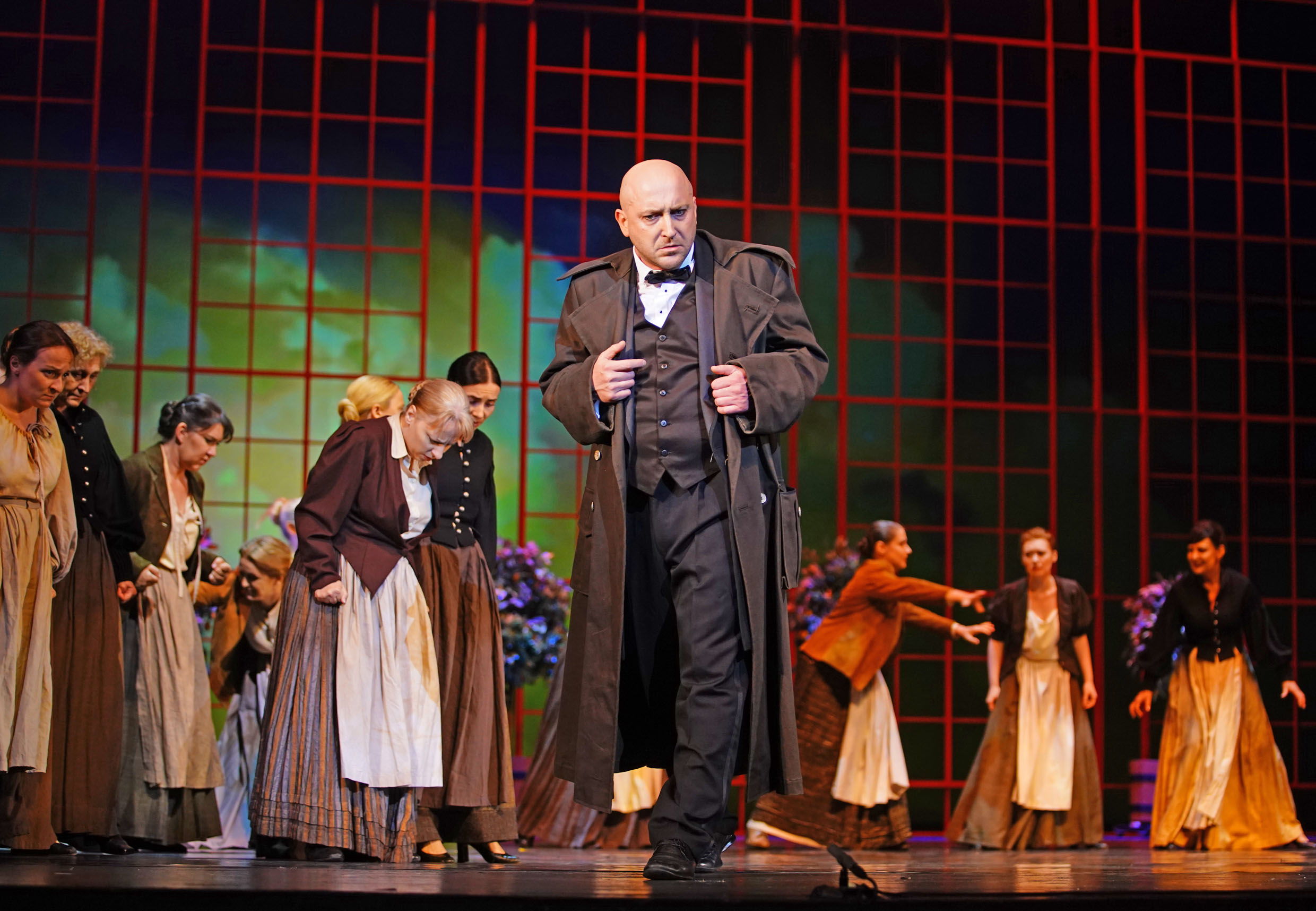
Scena z opery Człowiek z Manufaktury
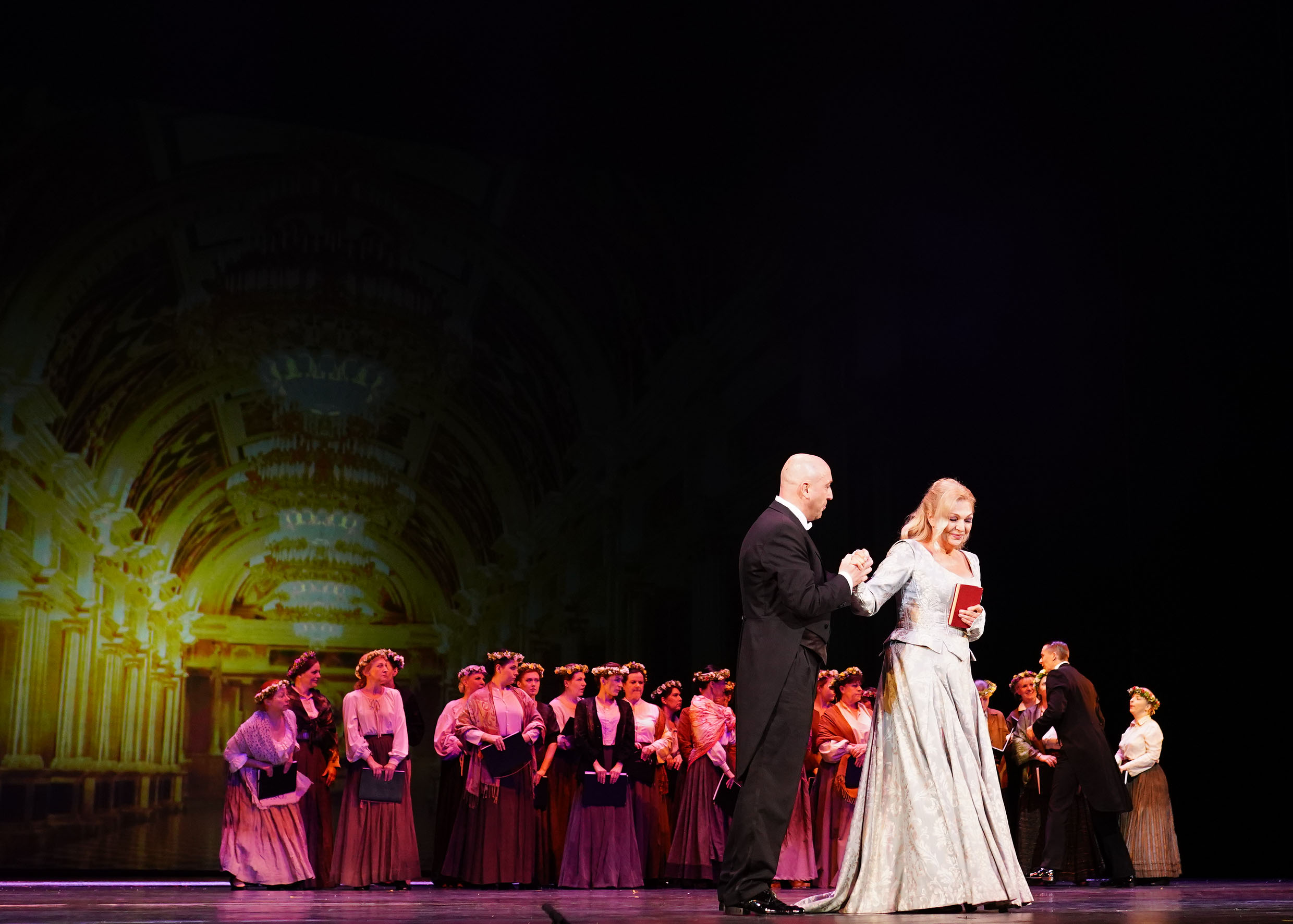
Scena z opery Człowiek z Manufaktury
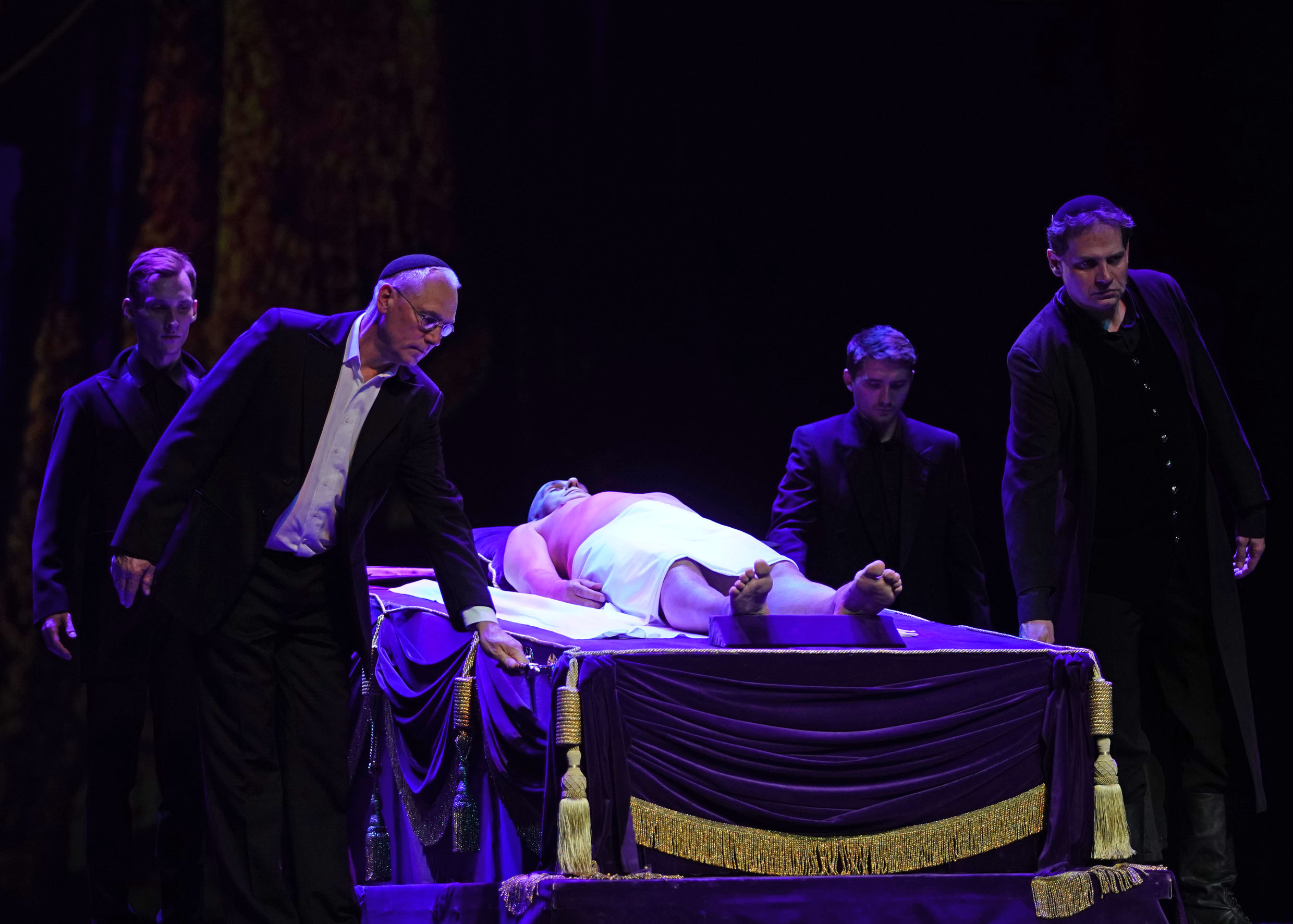
Scena z opery Człowiek z Manufaktury
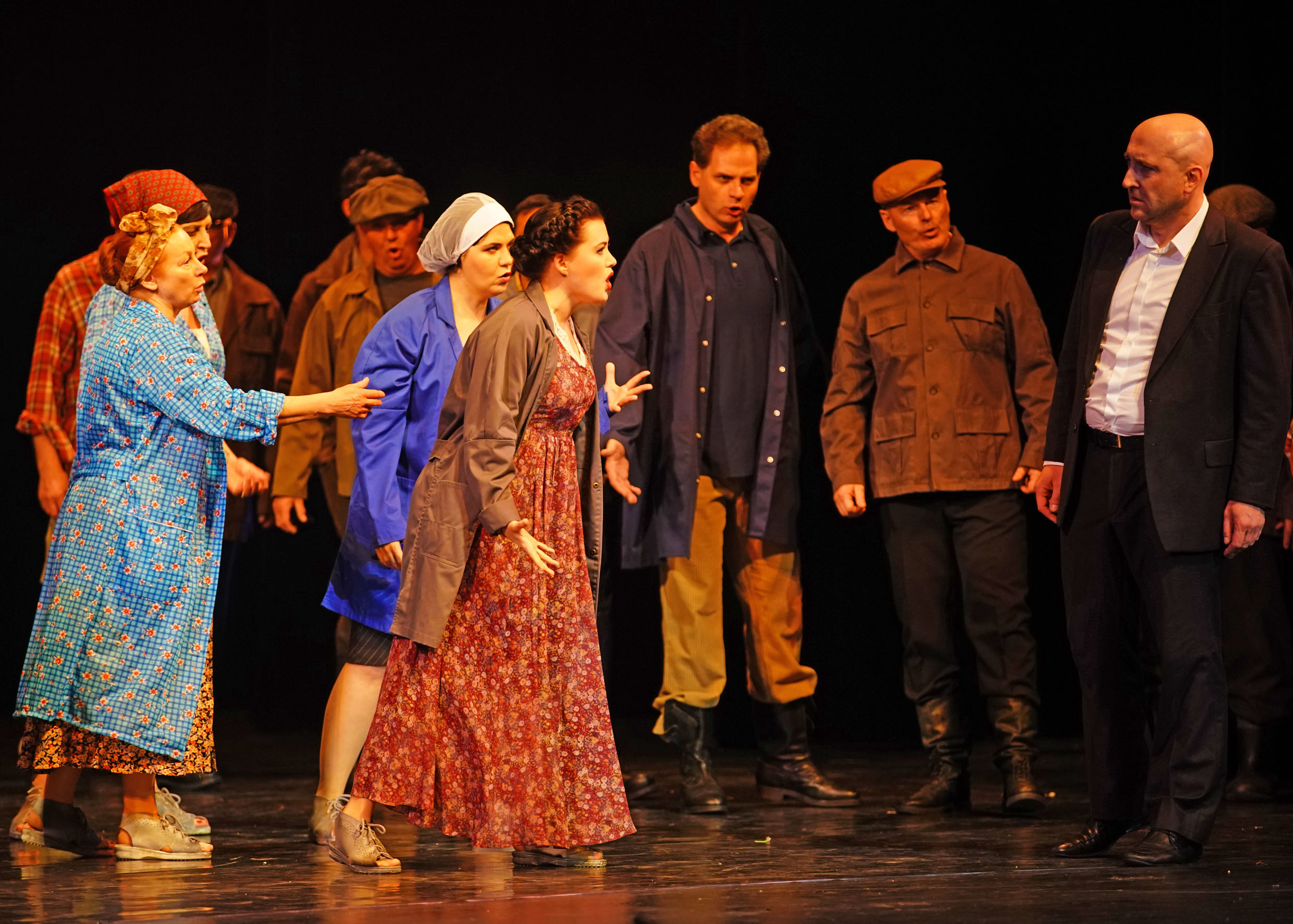
Scena z opery Człowiek z Manufaktury
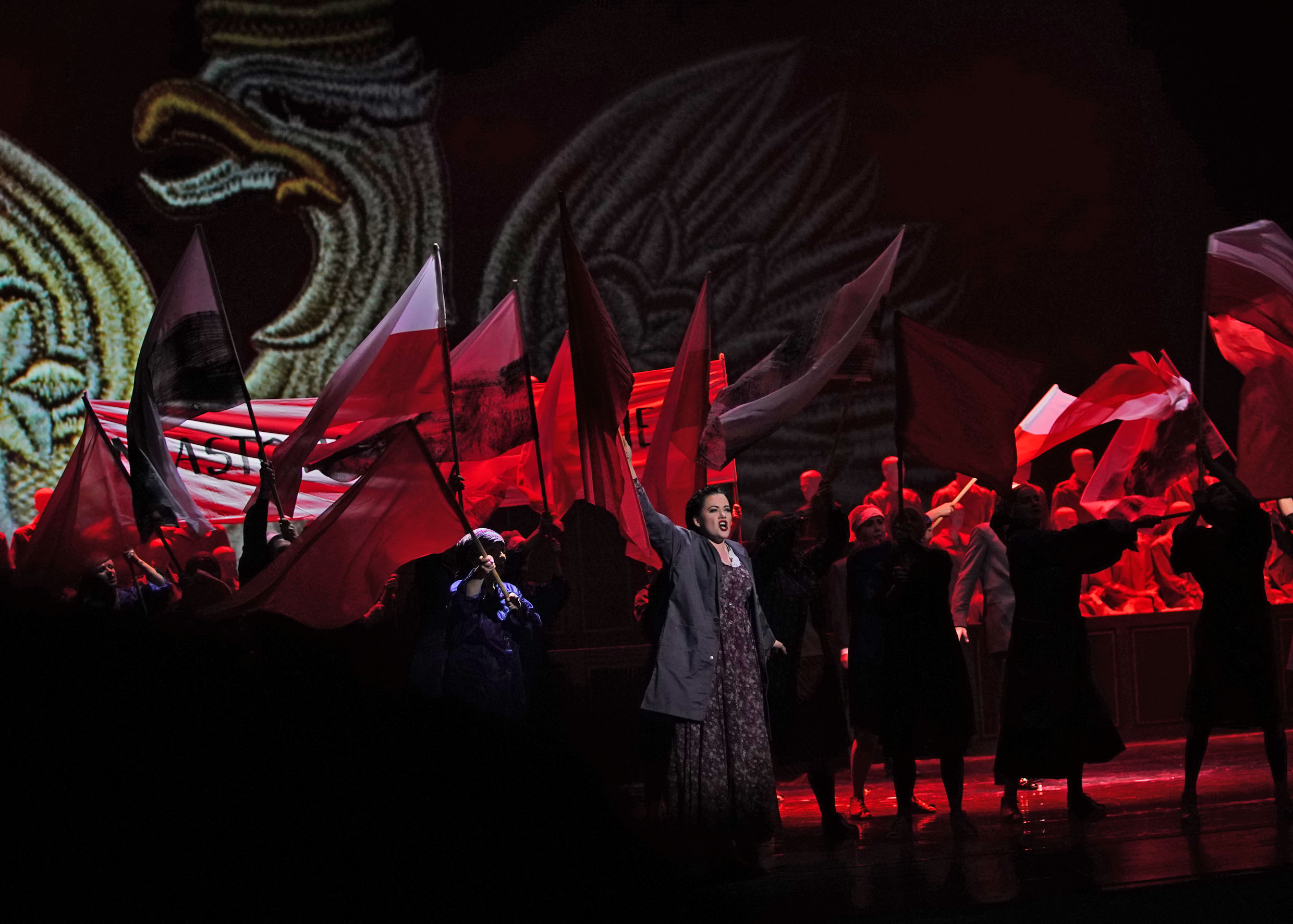
Scena z opery Człowiek z Manufaktury
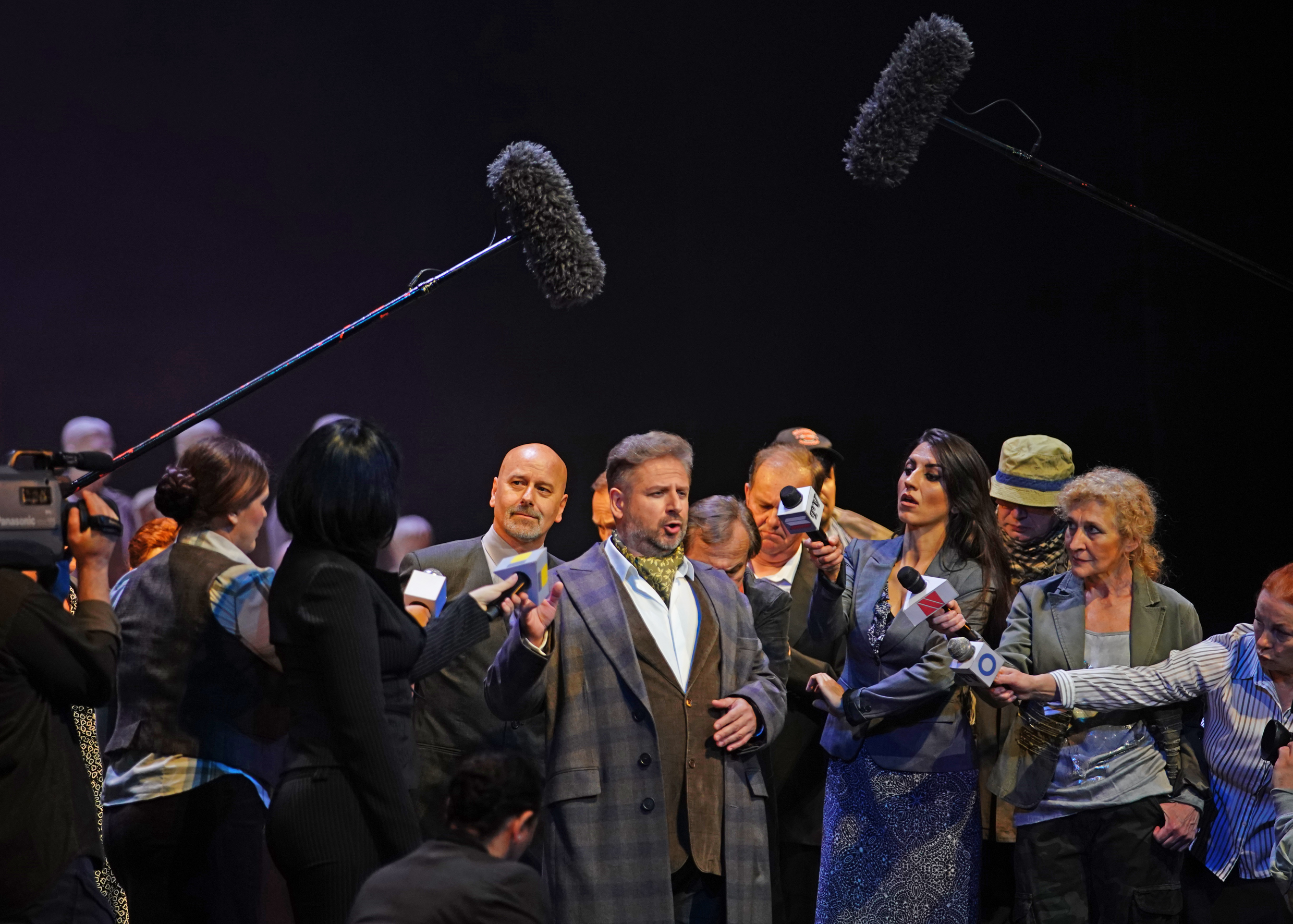
Scena z opery Człowiek z Manufaktury
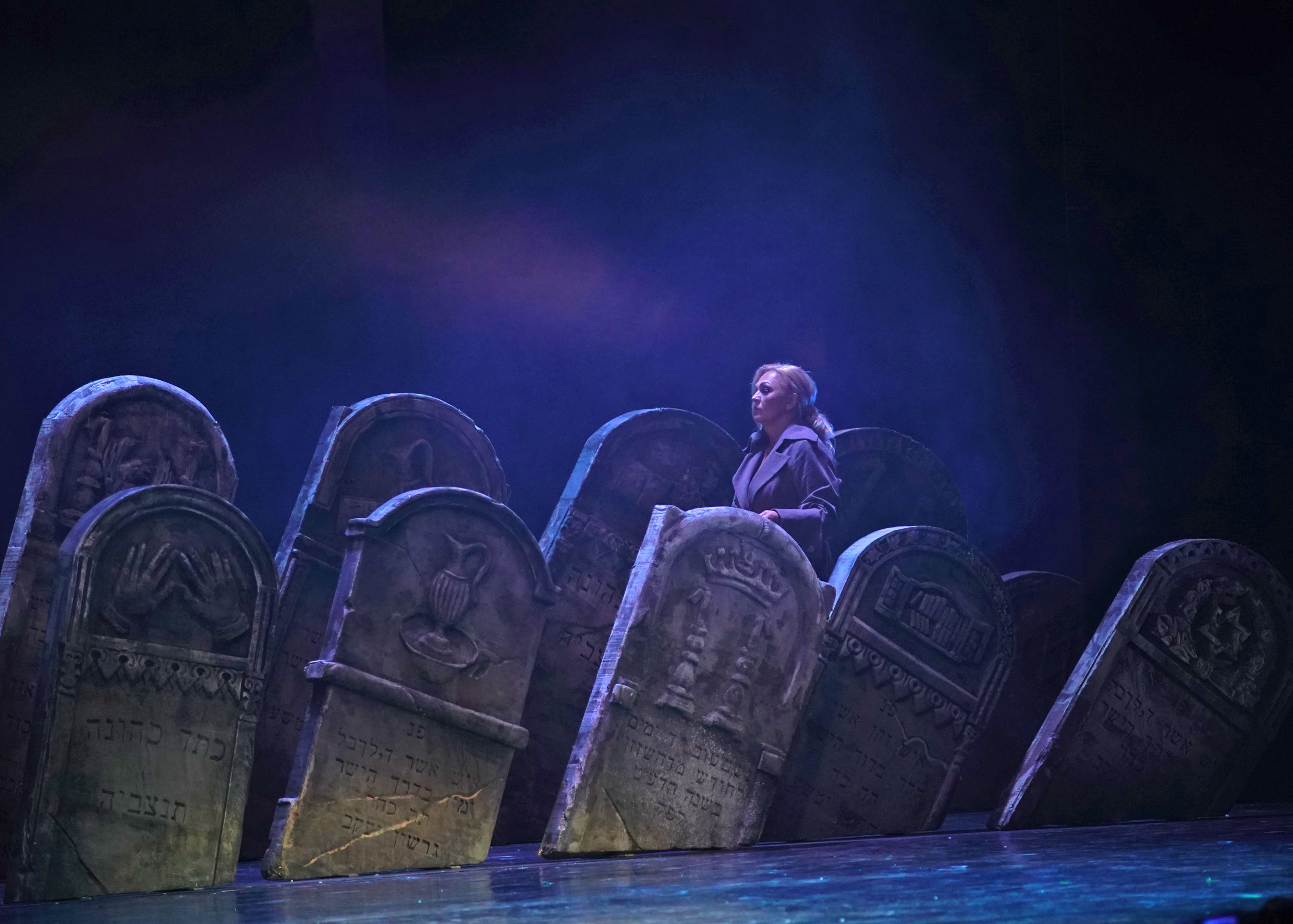
Scena z opery Człowiek z Manufaktury
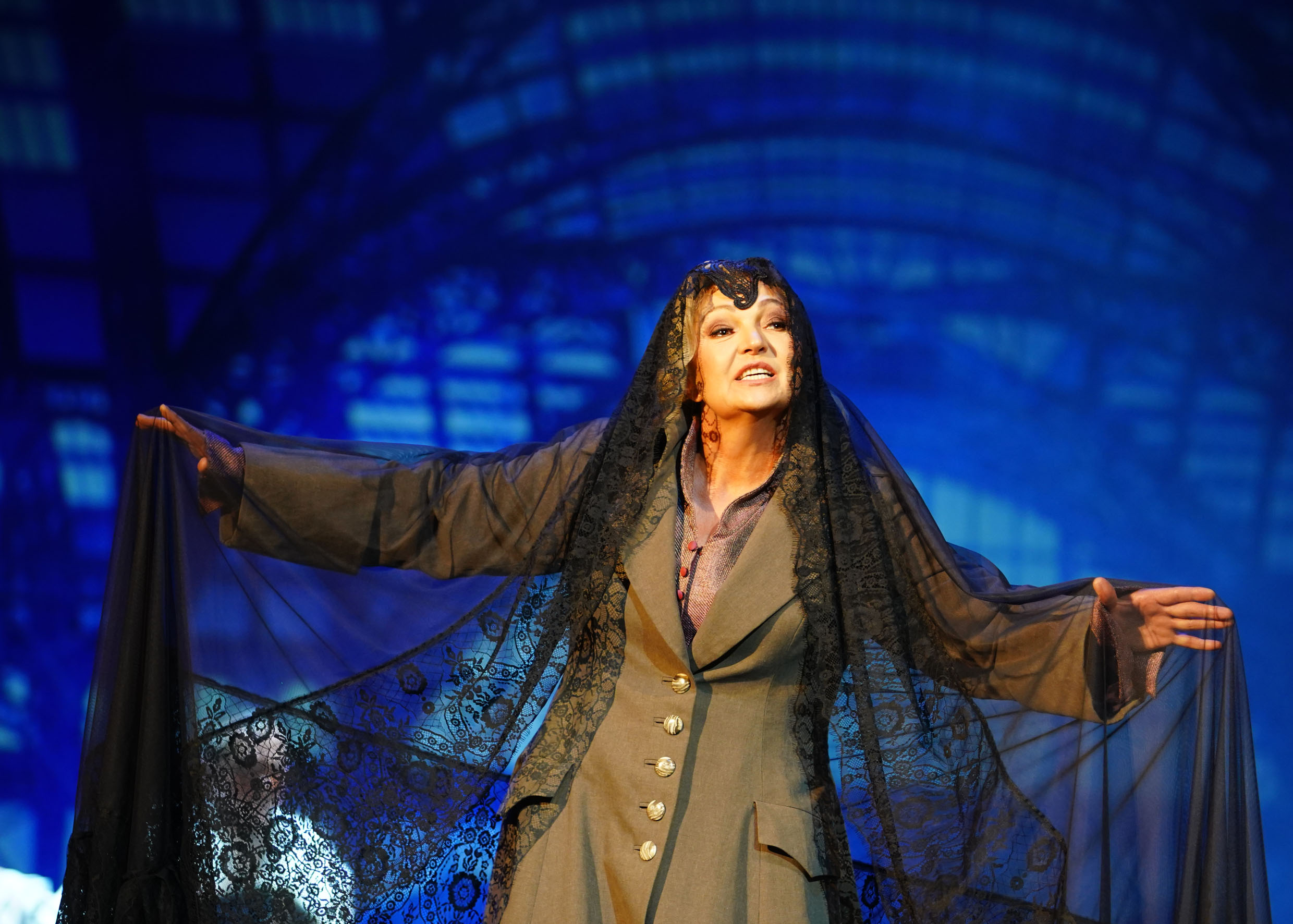
Małgorzata Walewska jako Zofia
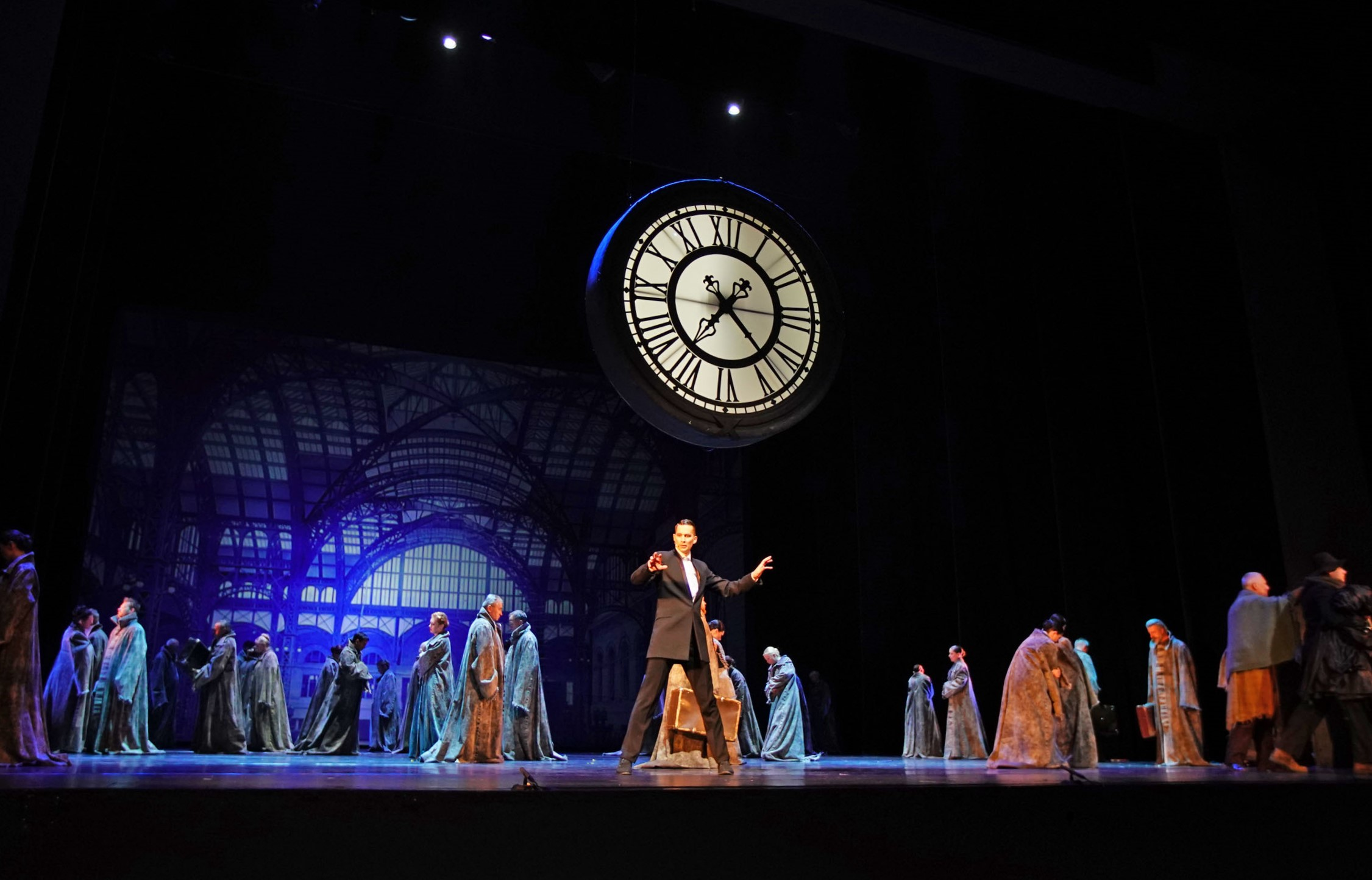
Scena zbiorowa z opery Człowiek z Manufaktury